# (6033) 1984 SQ4
(6033) 1984 SQ4 là một tiểu hành tinh vành đai chính. Nó được phát hiện bởi Henri Debehogne ở Đài thiên văn La Silla ở Chile ngày 24 tháng 9 năm 1984.